# Neobola bottegoi
Neobola bottegoi es una especie de peces de la familia de los
Cyprinidae en el orden de los Cypriniformes.

## Morfología
- Los machos pueden llegar alcanzar los 7,3 cm de longitud total.[1][2]

## Distribución geográfica
Se encuentra en el lago Turkana y en algunos ríos de Somalia.